# Otto Bock (atlet)
 For alternative betydninger, se Otto Bock. (Se også artikler, som begynder med Otto Bock)
Otto Erich Friedrich Hugo Bock (Kramer-)  (1881 i Braunschweig, Niedersachsen, Tyskland – ?) var en dansk atlet
Bock kom i 1903 fra Berlin til Odense, hvor han i en årrække virkede som sproglærer og var aktiv i Odense Gymnastik Forening's atletikafdeling. Han deltog i de Olympiske mellemlege 1906 i Athen og opnåede en 10. plads, det bedste danske resultat på 100 meter nogensinde. Han deltog også i længdespring, hvor det blev til en 15. plads med 5,77. I højdespring blev han uden resultat.
Bock blev 1905 gift med en dansk kvinde og blev dansk statsborger.

## Danske mesterskaber
- Sølv 1905 100 meter
- Sølv 1904 100 meter